# YTN
YTN, finska Ylemmät Toimihenkilöt, fullständigt namn De Högre Tjänstemännen YTN rf, är en förhandlingsorganisation för tjänstemän inom den privata sektorn i Finland. YTN hette tidigare Förhandlingsorganisationen för Högre Tjänstemän (FHT), men bytte namn 2007, varefter den finska förkortningen används även på svenska.